# Bijl (achternaam)
Bijl is een van oorsprong Nederlandse achternaam, die waarschijnlijk is afgeleid van het gebruiksvoorwerp bijl.
In 2007 waren er in Nederland 5.883 naamdragers, waarvan de grootste concentratie in Korendijk. Daar had namelijk 0,62% van de inwoners deze achternaam. In België komt de naam beduidend minder voor, namelijk 173 keer.

## Nederlandse personen met deze naam
- Arie Bijl (1908-1945) - natuurkundige en verzetsman
- Cees Bijl (1955) - politicus
- Don Bijl (1952) - politicus
- Dorine Bijl (1939) - zangeres
- Hester Bijl (1970) - rector magnificus en wiskundige
- Jan Bijl (1906-1985) - voetballer en voetbalcoach
- Janneke Bijl (1985) - voetbalster
- Jules Bijl (1958) - politicus
- Klaas Bijl (1948-2024) - voetballer
- Martine Bijl (1948-2019) - actrice, zangeres en schrijfster
- Rinus Bijl (1913-1961) - voetballer en voetbalcoach
- Romano Bijl (1986) - voetballer

## Belgische personen met deze naam
- Guillaume Bijl (1946-2025) - kunstenaar